# Briaglia
Briaglia (Briaja in piemontese) è un comune italiano di 313 abitanti della provincia di Cuneo in Piemonte.

## Monumenti e luoghi d'interesse

### Architetture religiose
- la chiesa parrocchiale di Santa Croce
- la chiesa sconsacrata di San Giovanni: all'interno di questa piccola chiesa è possibile osservare presunti resti preistorici, da alcuni fantasiosamente attribuiti a tribù primitive che risiedevano nella zona.[4]

### Altro

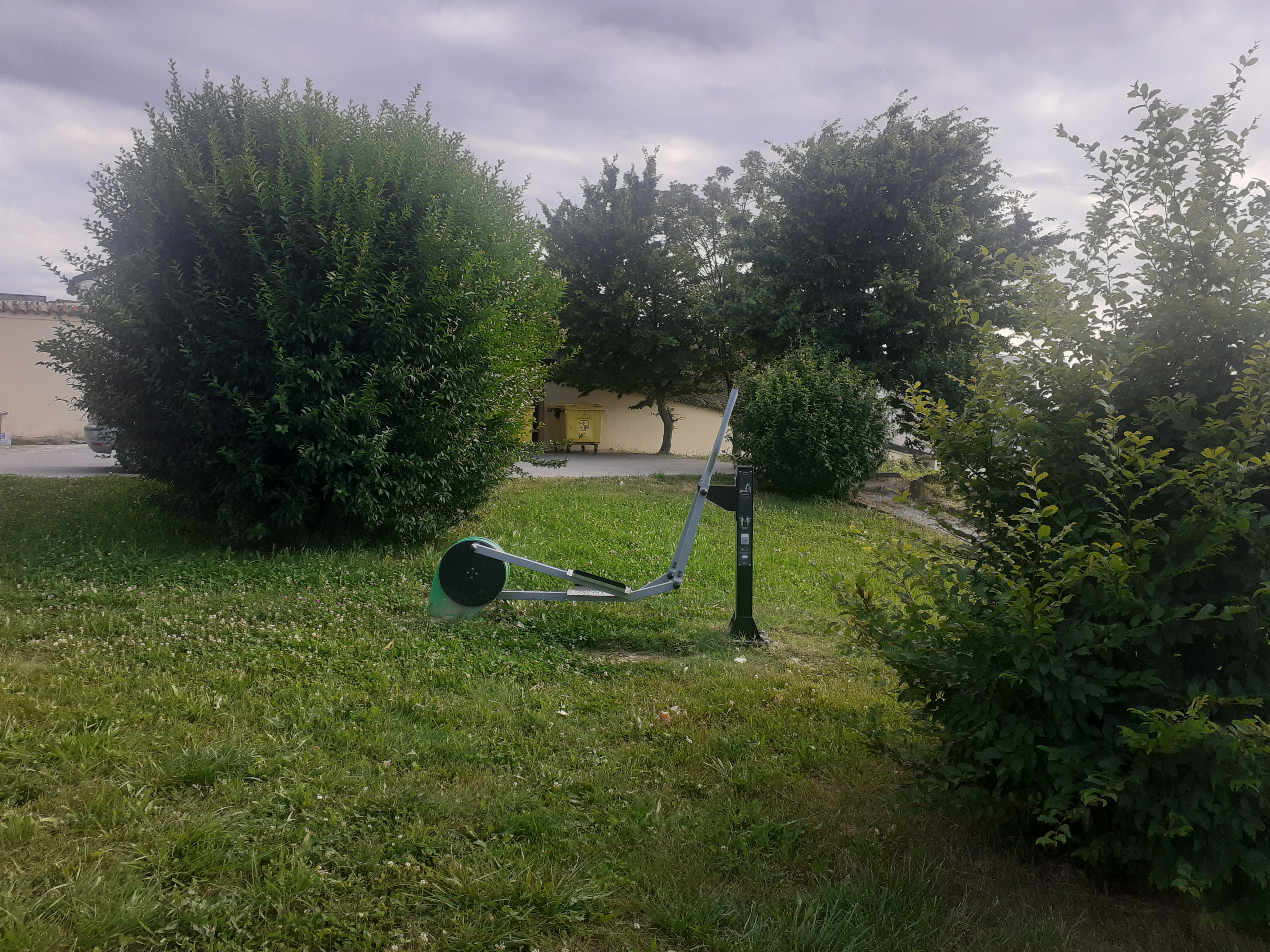
Uno dei macchinari sportivi presenti nella palestra all'aperto.

- Big bench - una panchina gigante realizzata dall'artista Chris Bangle e posizionata nel belvedere sull'arco alpino della città nel 2016.[5]

- Palestra all'aperto - posizionata anch'essa sul belvedere e aperta dal 2022.[6]

## Società

### Evoluzione demografica
Abitanti censiti

## Cultura

### Feste e fiere
San Magno: ad agosto a Briaglia gli abitanti festeggiano il proprio patrono con i tradizionali festeggiamenti tipici della zona (serate danzanti lotteria giochi all'aperto), i giorni non sono fissi ma vengono stabiliti ogni anno (comunque nel mese di agosto).
Santa Croce: a metà settembre si festeggia l'Esaltazione della Santa Croce.

## Amministrazione
| Periodo        | Periodo        | Primo cittadino    | Partito                                  | Carica  | Note  |
| -------------- | -------------- | ------------------ | ---------------------------------------- | ------- | ----- |
| 23 aprile 1995 | 13 giugno 1999 | Evasio Cuniberti   | lista civica                             | Sindaco | [ 8 ] |
| 13 giugno 1999 | 7 giugno 2009  | Giuseppe Battaglia | lista civica                             | Sindaco | [ 8 ] |
| 7 giugno 2009  | 25 maggio 2014 | Evasio Cuniberti   | lista civica                             | Sindaco | [ 8 ] |
| 25 maggio 2014 | 26 maggio 2019 | Giuseppe Battaglia | lista civica: con Battaglia per Briaglia | Sindaco | [ 8 ] |
| 15 giugno 2019 |                | Dario Filippi      | lista civica: Briaglia Attiva            | Sindaco | [ 8 ] |

### Altre informazioni ammnistrative
Briaglia faceva parte della comunità montana Alto Tanaro Cebano Monregalese.